# Rafael Márquez (boxeador)
Rafael Márquez Méndez (Ciudad de México, 25 de marzo de 1975) es un boxeador mexicano

## Biografía
Lleva en su cuenta personal un total de 47 peleas, 37 de ellas ganadas y 33 por la vía rápida. Llegó a ser conocido por ser hermano del boxeador Juan Manuel Márquez. Su máximo rival ha sido Israel Vázquez. Cuatro veces se han enfrentado con dos victorias para cada uno. La más reciente pelea se llevó a cabo el 22 de mayo de 2010, en el Staples Center de Los Ángeles en la que Márquez ganó por nocaut en el tercer asalto.
En el 2023 Rafael Márquez fue incluido en el Salón de la Fama del Boxeo.